# Pectinaria chilensis
Pectinaria chilensis is een borstelworm uit de familie Pectinariidae. Het lichaam van de worm bestaat uit een kop, een cilindrisch, gesegmenteerd lichaam en een staartstukje. De kop bestaat uit een prostomium (gedeelte voor de mondopening) en een peristomium (gedeelte rond de mond) en draagt gepaarde aanhangsels (palpen, antennen en cirri).
Pectinaria chilensis werd in 1928 voor het eerst wetenschappelijk beschreven door Nilsson.